# Анестетик

Анестетик није само (како се то погрешно сматра) лек за свеопшти губитак бола, већ и свести и функција мозга, што је слично коми..
Анестетик је јако опасна лек, јер свака непажња  у његовој примени (чак и код баналне операције) може изазвати фаталне последице.

Анестетик је супстанце намењена за постизање анестезије или реверзибилне, неспецифичне депресије централног нервног система, коју карактерише амнезија (губитак памћења), аналгезија (губитак осећаја за бол), пад мишићног тонуса, губитак рефлексних покрета и губитак свести. Сви анестетици могу бити наркотици, али сви наркотици нису и анестетици. Зато појам анестезија не треба мешати са општим појмом наркоза. Наркоза је реверзибилна депресија нормалне активности централног нервног система настала хемијским супстанцама унетим у тело, која је за разлику од анестезије (као строго контролисане методе), обично неконтролисана и опасна.

## Историја
До 19. века анестезија није примењивана у медицини у данашњем облику, па су људи током операције осећали јак бол. У операционим салама је постојала особа задужена да умири болесника, за време извођења медицинских процедура. Да би смањио физичке патње током медицинских интервенција, човек је од свог постанка истраживао начине да ублажи бол и смањи патње болесницима. Тако су још 3000. п. н. е. у Месопотамији „анестезирали“ пацијенте притискивањем каротидних артерија Египћани су као анестетик примењивали први снег како би расхлађивањем (хипотермијом) тела изазивали аналгезију. Шок и сепса веома често су усмрћивали већину оних који су преживели трауму хируршког ножа.
Посебно је било болно када су људе оперисали Грци и Римљани. Грци су само понекад оперисали људе, када је то било неизбежно, тако да су најчешће при порођају умирале труднице и људи који су били теже болесни. Често су примењивали и грубе окрутне физичке мере (гушење, онесвешћивање ударцем итд) које које су изазивале дубок сан, или смрт болесника. Пацијентима су везиване руке и ноге за операциони сто, када су обављане ампутација или други тешки оперативни захвати.
У старим, грчким и римским медицинским текстовима Хипократа, Теофраста, Аула Корнелија Целзуса, Педаниуса Диоскоридеса, Плинија Старијег, помиње се употреба првих средства за „анелгезију-анестетика“ код болесника са повредама као што су: мандрагора, кокаин, марихуана, хашиш, опијум, алкохол. У 13. веку у Италији Теодорик Боргогнони је користио разне мешавине лекова са опијатима како би код болесника изазивао губитак свести. Разни лекови у комбинацији са алкалоидима били су главни анестетици све до 20. века. У Америци је кокаин коришћен као важан анестетик током операција трепанације (отварања) лобање. Алкохол и његова вазодилаторна својства су такође кроз историју анестезије коришћена у оперативним захватима.
У средњем веку прве болеснике су „опијали“ потапањем сунђера у мандрагору или опијум, и његовим подношењем болеснику под нос.
Правих анестетика није било све до 19. века, када су започета прва истраживања у овој области, захваљујући напретку у развоју хемије и физиологије;
- 1800. Хамфри Дејви (Humphry Davy) и Томас Бедоуз (Thomas Beddoes), британски хемичари описују нека својства азотсубоксида (тзв. „рајског гаса“), као што је уклањање бола. Али у тим данима овај азотсубоксид је коришћен у друштву само ради забаве.
- 1818. Фарадеј је открио да етар има сличне особине као азотсубоксид, а Хикман 1824. да и угљен-диоксид може послужити као анестетик, али ера хируршке анестезије још није почела.
- 1842 (30. марта) Крофорд Лонг (Crawford Williamson Long)[5] у Данијелсвилу, Џорџија, први је применио етарску анестезију током успешног оперативног захвата, дајући је свом пријатељу, Џејмсу М. Венаблу (James M. Venable) пре ексцизије (исецања) једног од два тумора из његовог врата. Он је ово своје откриће (из непознатих разлога) објавио тек 1849, две године након Вилијама Мортона који се у Масачусетсу прославио демонстрацијом анестезије, па се као званични (службени) почетак анестезије узима 1844, када је амерички зубар Хорас Велс (Horace Wells), у току вађење зуба применио „рајски гас“ за анестезију.
- 1844. Хорас Велс (Horace Wells), амерички зубар први је извадио болестан зуб пацијенту у анастезији азотсубоксидом. На ову идеју Велс је дошао гледајући јавне представе неког Гарднера Колтона путујућег хемичара-учитеља, који је зарађивао новац тако што је демонстрирао последице удисања азотсубоксида. Нажалост Хорас Велс при покушају јавног приказа своје методе у Масачусетској болници доживљава неуспех и он убрзо губи подршку медицинских кругова због више стручних грешака, што је код Велса изазвало разочарање и тешку психичку депресију, па примат у анестезији преузима његов ученик, сарадник и колега Вилијам Мортон.[6][7]
- 1847 (16. октобра) Вилијам Мортон (William Morton 1819—1868),[8] амерички зубар, након неуспешног покушаја примене азотсубоксида  у анестезији од стране његовог колеге Хораса Велса са којим је једно време успешно сарађивао, изводи своју чувену демонстрацију анестезије, применом етра (саветован од свог некадашњег ментора, професора Џексона, да примени јачи анестетик од азот-оксидула), Мортон у истој клиници у којој је неуспех доживео Велс, доживљава потпуни успех и признање својих колега, после којег се примена анестезије у хирургији проширила по целом свету.
- 1847. Џејмс Јанг Симсон (1811—1870), Британски акушер је предложио употребу другог значајног лека у анестезији хлороформа, откривеног 1831. Ефикасност хлороформа Џејмс Јанг Симсон је доказао примењујући га код трудница за ублажавање порођајних болова.[9] Тако је на почетку свог развоја поред азотсубоксида анестезија добила још два анестетичка средства етар и хлороформ

Следе нови лекови за анестезију:
- 1874. Пјер-Сипријен Ор (Pierre-Cyprien Ore 1828—1891) изводи прву интравенску општу анестезију хлоралхидратом. Због одложеног и спорог опоравка и високе смртности пацијената ова врста анестезије дуже време наилази на неприхватање.[10]
- 1869. Фридрих Тренделенбург (Friedrich Trendelenburg 1844—1924)[11] изводи прву анестезију преко каниле уведене кроз трахеостому (отвор на гркљану) како би успешно изводио операције у усној шупљини.[12][13]
- 1878. Вилијам Макјуен (William Macewen 1848 – 1924) Шкотски хирург изводи прву ендотрахеалну интубацију кроз уста, као алтернативу трехеотомији, што омогућава пацијенту да дише код едем (отока) глотиса, и током опште анестезије хлороформом. Ова врста анестезије је и данас у употреби.[14][15]
- 1884. Карл Колер (Carl Koller 1857—1944)[16], аустријски офталмолог извео је локалну анестезију корнеје ока укапавањем раствора кокаина на површину ока, што је имало велики значај за даље усавршавање оперативних захвата у офталмологији. Због рефлексних, невољних покрете ока пацијента, који се јављају као одговор на најмањи додир, оперативни захвати на оку без претходне анестезије су јако тешки и ограничени. Karl Koller је након бројних истраживања открио да пар капи раствора кокаина решава овај проблем. Кокаин такође изазива мидријазу, проширење зенице ока па је и ова његова особина коришћена у офталмологији.[17]
- 1885. Вилијам Стјуарт Холстед (William Stewart Halsted 1852 – 1922), амерички хирург извео је прву блокаду живца кокаином, да би у каснијем животу, постао жртва сопствених истраживања и зависник од кокаина и морфина због чега је морао бити послат у санаторијум на лечење. Наиме у току боравка у Европи, Холстед је заједно са својим колегама студентима и лекарима, експериментисао са кокаином. Они су убризгавали једни другима у околину живаца кокаин, који је изазивао безбедну и ефикасну локалну анестезију, али су у току истраживања постали и његови зависници.[18][19]
- {{cite journal|author= 1892. Карл Лудвиг Шлајх (Carl Ludwig Schleich 1859–1922), немачки лекар демонстрира своју методу локалне анелгезије инфилтрацијом кокаина у ткиво.[20]
- {{cite journal|author= 1898. Аугуст Бир (August Bier 1861–1949), немачки хирург изводи прву успешну спиналну анестезију[21]
- 1904. Ернест Фурно (Ernest Fourneau) је комерцијализовао у Француској нови анестетик стоваин. Користећи сложену структуру кокаина, он је изумео оригиналан молекул, са сличним активностима, али слабијим токсичним особинама.[22][23]
 Алфред Ајнхорн (Alfred Einhorn 1856 – 1917)[24], немачки хемичар исте године патентирао је новокаин, што је представљало почетак савремене ере локалне анестезије. До тада се као локални анестетик користио кокаин, који је због нежељених дејства (укључујући токсичност и зависност) приморао научнике да трагају за новим локалним анестетицима. За новокаин је утврђено да је релативно безбедан и ефикасан, иако су му анестетички учинци нешто слабији од кокаина, а неки пацијенти су на њега реаговали алергијом. Међутим, ниједан анестетик се није показао ефикаснијим од новокаина па је он врло брзо постао најчешће примењиван локални анестетик. Иако је његова употреба данас увелико замењен Лидокаином, још увек је новокаин у употреби, најчешће у стоматологији.[25]
- 1913. Џејмс Гватми (James Gwathmey) уводи у медицинску праксу ректалну анестезију, за коју је користио мешавину етра и уља. Увођење ректалне анестезије имало је за циљ да ублажи тегобе трудницама у току порођаја, (као једног од најболнијих искустава жена), при чему се овом методом анестезије избегавало удисања анестетика, и његово негативно дејство на мајку и плод.[26][27]
- 1942. Харолд Грифит (Harold Griffith 1894—1985), канадски анестезиолог увео је у анестезију примену курареа.[28][29] Увођење курареа, као средства за опуштање мишића значајно је смањило количину потребног анестетика, повећало обим оперативних захвата, побољшало радне услове хирургу и смањило морбидитет и морталитет. Допринос овог Грифитовог открића даљем развоју медицине и анестезије најбоље илуструју историчари медицине, који развој анестезије често деле на раздобља „пре и после Грифита“.[30]

## Шта се постиже анестетицима?
Применом анестетика у тачно дефинисаним количинама и процедурама постиже се; фармаколошки изазвано несвесно стање реверзибилне депресије централног нервног система, које се карактерише аналгезијом, хипнозом, мишићном релаксацијом и губитком рефлекса.

## Врсте анестетика

### Локални анестетици
Локални анестетици су група лекова која се доста дуго, ефикасно и безбедно примењује у медицини, стоматологији и ветерини. Први локални анестетик издвојен из лишћа коке 1860. у Немачкој био је кокаин. Зигмунд Фројд 1884. године први је употребио кокаин као клинички лек за лечење пацијента зависног од морфијума.

#### Индикације
Основне индикације за примену локалних анестетика у медицини и стоматологији су:
- спречавање акутног бола током хируршких или других медицинских интервенција,
- прекидање или ублажавање хроничног бола, посебно бола изазваних онколошким обољењима,
- лечење срчаних аритмија.

#### Механизам дејства
За разлику од других лекова који се дистрибуирају из васкуларног компартмента на место њиховог дејства, локални анестетици остварују своју функцију пре него што стигну до њега. Зато је важно познавати нека од фармакокинетских својстава ове групе лекова које утичу на њихову активност и ефикасност у настанку блока спровођења нервних импулса на самом месту примењивања.
Локални анестетик је супстанца која прекида пренос надражаја бола у одређеном подручју тела без утицаја на свест пацијента. Процес локалне анестезије је реверзибилан - локални анестетик нема никакво резидуално дејство на нервно влакно. Делови нерва испод и изнад места захваћеног локалним анестетиком имају нормално спровођење надражаја.
Њихов механизми дејства заснивају се на: успоравању проводљивости нерава, заснованом на смањеном уласку Na+, што има за последицу онемогућавање изласка К+ из цитоплазме. Као коначни исход овог процеса настаје поремећај у деполаризацији живца. Успоравање деполаризацију смањују висину акционог потенцијала, смањују обим пораста акционог потенцијала, успорава, аксонску проводљивост и спречава ширење акционог потенцијала. При томе се не мења потенцијал мембране у мировању и повећава праг потенцијала.
Локални анестетици блокирају проводљивост, овим редом:
Малим мијелинским аксонима → Немијелинским аксонима → Великим мијелинским аксонима
Зато ови анестетици прво блокирају ноцицепцију (процесуирање информације која настаје на периферији деловањем потенцијално штетних надражаја) и симпатичку неуротрансмисију.
Анестетици који се користе за локалну анестезију заправо су истоветне хемијске грађе: ароматичке основе повезане преко естерске или аминдне групе са алифати лачним ланцем. Алифатични ланац поседује терцијарну амино групу, важну за способност дифузије анестетика у циљно тј. нервно ткиво.
Растворљивост у мастима једна је од најважнијих особина локалних анестетика, јер одређује његове карактеристике на месту деловања:
- Већа растворљивост у мастима подразумева бољу пенетрацију локалног анестетика кроз мембрану неурона, а тиме се остварује и већа потентност лека, која се огледа у већој брзина настанка и дужини трајања блока.
- Истовремено, већа растворљивост у мастима доприноси и повећању токсичности и већој иритабилности анестетика за локална ткива.

Резултат различите растворљивост у мастима одређује различиту јачину локалних анестетика. Зато да би се обезбедио адекватан блок спровођења нервних импулса, упркос разликама у јачини, локални анестетици се примењују у различитим концентрацијама, које се најчешће крећу од 0,5-4% (нпр Бупивакаин 0,5% - 5 mg/ml; Артикаин 4% - 40 mg/ml).
На учинак дејства локалних анестетика поред растворљивости утиче и врста везе између ароматичне основе и алифатичног ланца. Према врсти везе разликују се и две групе локалних анестетика: анестетици са естерском и анестетици са амидном групом. Обе групе анестетика на молекуларном нивоу делују једнако. У недисоцираном облику продиру кроз ћелијску мембрану нерва, и са њене унутрашње стране вежу се на рецептор у склопу Na-канала, изазивајући деформацију канала и тиме га затварају. То онемогућава улазак Na+ - јона у ћелију у фази деполаризације нервног влакна чиме се спречава настанак акционог потенцијала и центрипетално напредовање нервног импулсе. Тако не настаје импулс, „нема осећаја“ тј. у циљаном подручју жељеног живца нема осећаја бола.
Такође постојање естарске или амидна везе у молекулу локалног анестетика предодређује начин елиминације из организма. Естарски локални анестетици се веома брзо разлажу под дејством плазма холинестеразе или јетриних естераза. С обзиром да се веома брзо елиминишу, системска токсичност је веома ретка. Међутим, како цереброспинална течност садржи веома мало или нимало естераза, интратектална примена естарских локалних анестетика доводи до њиховог продуженог дејства, док елиминација зависи од апсорпције лека и његовог преласка у циркулацију.
Амидна локални анестетици се метаболишу у јетри процесом деалкилације и хидролизе. Једино одступање јавља се код прилокаина, који се разлаже само хидролизом и чији се међупроизвод 6-хидрокситулоидин сматра одговорним за настанак метхемоглобинемија, која настаје као компликација после примењених већих доза овог локалног анестетика.
Међутим, у клиничкој пракси на брзину настајања блока утиче више фактора:
- Ефекат вазодилатације, бржа апсорпција анестетика,
- Дисперзија лопофилних молекула у околна ткива и мијелински омотач, смањује број молекула који уопште прелази мембрану нервне ћелије.
- Смањени број расположивих молекула, који може да одлаже почетак блока.

На наведене факторе, може се утицати већом концентрацијом примењеног локалног анестетика (потентан анестетик у већој концентрацији доводи до бржег почетка блока од јачег у мањој концентрацији).

#### Нежељена дејства
Нежељена дејства локалних анестетика могу бити: конвулзије, срчане аритмије (због депресија контрактилности миокарда), промене у крви (метхемоглобинемија), алергије (због ослобађања пара-амино-бензоеве киселине).
Различите категорије токсичних реакција изазваних токсичним дејством анестетика.
| Тип реакције               | Опис реакције                                                        |
| -------------------------- | -------------------------------------------------------------------- |
| Локализована или системска | Алергијска реакција                                                  |
| Системска                  | Кардиоваскуларна токсичност • Токсичност ЦНС-а • Медтхемоглобинемија |
| Локализована               | Токсично оштећење ткива                                              |

Алергијске реакције
Алергијске реакције на локалне анестетике су ретке. Чешће су у клиничкој пракси нежељени ефекти повезани са применом локалних анестетика, резултат погрешно сврставања насталих промена у алергијске реакције. Естарски локални анестетици, као што су прокаин, тетракаин и хлорпрокаин, чешће могу да изазову алергију јер су деривати парааминобензоичне коселине (ПАБА) која је познати алерген, који се ослобађа након хидролизе ових анестетика.
Међутим, неки комерцијални препаратиамидних локалних анестетика садрже конзервансе (Метилпарабен - хемијски повезан са ПАБА-ом) и антиоксидансе (сулфити) који могу такође бити повезани са алергијским реакцијама.

#### Врсте анестезије у којима се примењује локални анестетик
Локални анестетици се примењују у следећим врстама анестезије:
Локална инфилтрациона анестезија
Примењује са за анестезију нервних влакана у кожи и поткожном ткиву (углавном код мањих оперативних површина).
Површинска анестезија
Примењује се за локалну анестезију слузокоже (нпр. слузокоже респираторног система, слузокоже уста, рожњача ока) и кожа (без адреналина). Ова средства су у облику, капи, масти или спреја.
Спроводна анестезија
Код ове анестезије примена локалног анестетика је у подручје живца који инервише операционо подручје. Концентрација локалног анестетика је по правилу виша него код осталих типова локалне анестезије
Епидурална (спинална) анестезија
Код ове анестезије локални анестетик се убризгава у субарахноидни простор кичмене мождине). Примењује се у акушерству, као увод у општу анестезију и у анестезија великог подручја

#### Врсте локалних анестетика
Локални анестетици се разврставају у естре и амиде:
Естри
- У ову групу спадају: кокаин, прокаин, тетракаин, хлоропрокаин.
- У плазми их хидролизују псеудоколинестеразе
- Парааминобензојева киселина (један од метаболита у хидролизи ових анестетика), може изазвати алергијску реакцију код преосетљивих појединаца.

Амиди
- У ову групу спадају: лидокаин, мепивакаин, прилокаин, бупивакаин.
- Њихов метаболизам се одвија у јетри
- Метаболити ових анестетика су неактивни и веома ретко изазивају алергијске реакције.

### Општи анестетици
Анестетици који се примењују у општој анестезији доводе болесника у потпуно бесвесно стање и изазивају опуштање мишића директним дејством на централни нервни систем. Ови анестетици се дају удисањем гаса преко специјалне маске и путем убризгавања у вену. Зато опште анестетике према врсти анестезије делимо на:
- Инхалационе анестетике, у које спадају гасови и паре који се примењују заједно са кисеоником, преко маске.
- Неинхалационе анестетике за балансирану анестезију, која се заснива на комбинованој примени средстава која специфично делују на поједине ефекте анестезије - свест, аналгезију, миорелаксацију и аутономне рефлексе.

#### Инхалациони анестетици
Инхалациони анестетици, као што им сам назив каже, примењују се и елиминишу из организма удисањем и издисањем. То су гасови или лако испарљиве течности. Механизам деловања инхалационих анестетика није довољно познат. Њихове молекуле су махом халогени угљоводоници, лако раствориви у мастима и уљима.
Дају се преко маске помешани са са кисеоником или ваздухом. Овим начином анестезије лако се управља било повећањем или смањењем парцијалног притиска анестетика, а тиме и његове концентрација у смеси.
Први анестетик био је етар, а потом хлороформ. Временом они су избачени из употребе, а нешто дуже време користио се халотан који је такође данса избачен из употребе због хепатотоксичност. Такође се кроз историју користио, а понегде се још користи азотни оксид или азот-(I)-оксид (N2O) познатији као „гас смејавац“. Данас се највише користе лекови из групе флурана, халогеновани лако испарљиви угљеноводоници
Изофуран
Изовуран се у анестезији примењује од 1981. године. Он је анестетик са много мање нежељених реакција од халотан. Мана му је што има оштар мирис па се користи само за одржавање анестезије. Једна од опасних реакција на овај лек је „малигна хипертермија“ (прегрејавање тела). Почетком деведесетих година изофуран је био најчешће коришћени анестетик у САД.
Севофуран

Севофлуран спада у групо нови инхалационих анестетик. Хемијски је потпуно флуорирани метил-етил-етар и по томе се разликује од осталих инхалационих анестетика као што су халотан, енфлуран, изофлуран. Као и код изофлуран и код овог анестетика може се јавити „малигна хипертермија“. Добра страна за разлику од изофлурана му је та што он нема оштар мирис.

#### Неинхалациони анестетици
Тиопентал
Тиопентал (натријум тиопентал) је барбитурат који се интравенски примењује за индукцију опште анестезије или у циљу тоталне анестезије током кратког временског периода. Он се корисити при хипнози, и контроли конвулзивних стања. Користи се и код неурохируршких болесника у циљу снижавања повишеног интракранијалног притиска. Његова аналгетичка и мишићно релаксантна својства су слаба.
Пропофол
Пропофол (рецофол) је интравенски седатив и хипнотик. У ниским концентрацијама делује као седатив, смањује способност реаговања на стимулусе и изазива поспаност. На вишим концентрацијама делује као анестетик и и зато се користи у анестезији.
Индикације за примену пропофола су:
Поред индикација за индукција и одржавање анестезије, овај лек се користи и за разне врсте седација; у јединицама интензивне неге, код пацијената на плућној вентилацији, током дијагностичких процедура и у току хируршких интервенција уз локалну или регионалну анестезију.